# Vasílios Koutsianikoúlis
Vasílios Koutsianikoúlis (grec moderne : Βασίλειος Κουτσιανικούλης), ou Vasílis Koutsianikoúlis (Βασίλης Κουτσιανικούλης), né le 9 août 1988 à Larissa en Grèce, est un footballeur grec évoluant au poste d'ailier gauche ou de milieu offensif à l'OFI Crète.

## Biographie

### En club

#### Les débuts chez les amateurs
Vasílios Koutsianikoúlis débute à l'Iraklis Chalkis, un club basé dans sa ville natale de Larissa, en quatrième division grecque.[réf. nécessaire]

#### Grand espoir du football grec au PAE Ergotelis

##### La découverte du haut niveau
Il signe durant l'été 2007 au PAE Ergotelis en première division grecque. malgré l'intérêt de l'OFI Crète. Durant le mois d'avril 2007, il passe en effet un essai pour le club crétois lors d'une opposition contre Ergotelis. Malgré sa bonne prestation, l'OFI tarde à le signer et Ergotelis en profite donc.
Le 30 septembre 2007, c'est d'ailleurs face à l'OFI qu'il entre pour la première fois en jeu en Superleague en remplaçant Dimitrios Kiliaras à l'heure de jeu. Pour sa première saison dans l'élite il apparaît 12 fois sur les terrains, dont 2 en tant que titulaire.

##### La naissance du «Messi grec»
Vasílios Koutsianikoúlis entame sa seconde saison sous les couleurs du club d'Héraklion en tant que titulaire et en début de saison délivre une passe décisive à Patrick Ogunsoto face à l'Aris Salonique lors d'une victoire 3 à 0 et inscrit un doublé la journée suivante ponctué d'une passe décisive qui permet la victoire 2 à 3 face au Panathinaïkos. Ses bonnes performances lui valent d'être surnommé « le Messi grec » par la presse et les supporters,. Il dispute cette saison 27 matches de championnat dont 22 en tant que titulaire pour 4 buts et 6 passes décisives, il dispute en outre un match de coupe. Il est par ailleurs élu meilleur jeune joueur du championnat grec à l'issue de la saison.

#### Échec au PAOK Salonique
Le 22 mai 2009, son transfert vers le PAOK Salonique est conclu pour une somme de 1 200 000 euros, il y signe un contrat de quatre ans.
Mais Vasílios Koutsianikoúlis ne parvient pas à séduire l'entraîneur Fernando Santos et est pour la plupart du temps remplaçant, sur les 26 matches qu'il dispute en championnat il n'est titulaire qu'à 8 reprises. Toutes compétitions confondues il dispute 35 rencontres pour deux buts et trois passes décisives. Pire, la saison suivante il ne dispute que 13 rencontres dont seulement 4 en tant que titulaire et n'inscrit qu'un but.

#### Retour au PAE Ergotelis
Il retourne finalement dans le club qui lui a permis de se révéler, le PAE Ergotelis, et y retrouve ses galons de titulaire.

#### Transfert à l'OFI Crète
Le 20 août 2012 il signe à l'OFI Crète et refuse d'être transféré à l'AEK Athènes.

### En sélection
Il fait partie de la sélection de la Grèce des moins de 19 ans qui atteint la finale de l'Euro des moins de 19 ans 2007. Le sélectionneur Níkos Nióplias le repère alors qu'il n'évolue que parmi les amateurs de l'Iraklis Chalkis.[réf. nécessaire]
Il fait ensuite partie de la sélection espoirs de Grèce et est sélectionné 13 fois, il y inscrit 4 buts.
À la suite de ces bonnes performances sous le maillot du PAE Ergotelis, Vasílios Koutsianikoúlis est appelé en sélection par Otto Rehhagel afin de disputer un match amical face à l'Italie le 19 novembre 2008, mais n'entre pas en jeu.

## Palmarès

### En club
Néant

### En sélection
| - Grèce -19 ans - Euro des moins de 19 ans - Finaliste : 2007. |

### Individuel
- Jeune joueur grec de l'année en 2009.

## Statistiques
| Saison                | Club                  | Championnat           | Championnat | Championnat | Championnat | Coupe(s) nationale(s) | Coupe(s) nationale(s) | Coupe(s) nationale(s) | Compétition(s) continentale(s) | Compétition(s) continentale(s) | Compétition(s) continentale(s) | Compétition(s) continentale(s) | Total | Total | Total |
| Saison                | Club                  | Division              | M.          | B.          | P.d.        | M.                    | B.                    | P.d.                  | Comp.                          | M.                             | B.                             | P.d.                           | M.    | B.    | P.d.  |
| 2007 – 2008           | PAE Ergotelis         | Superleague           | 12          | 0           | 0           | 0                     | 0                     | 0                     | -                              | -                              | -                              | -                              | 12    | 0     | 0     |
| 2008 – 2009           | PAE Ergotelis         | Superleague           | 27          | 4           | 6           | 1                     | 0                     | 0                     | -                              | -                              | -                              | -                              | 28    | 4     | 6     |
| 2009 – 2010           | PAOK Salonique        | Superleague           | 26+3        | 2+0         | 2+1         | 3                     | 0                     | 0                     | C3                             | 3                              | 0                              | 0                              | 35    | 2     | 3     |
| 2010 – 2011           | PAOK Salonique        | Superleague           | 8           | 1           | 0           | 3                     | 0                     | 0                     | C3                             | 2                              | 0                              | 0                              | 13    | 1     | 0     |
| 2011 – 2012           | PAE Ergotelis         | Superleague           | 27          | 1           | 3           | 0                     | 0                     | 0                     | -                              | -                              | -                              | -                              | 27    | 1     | 3     |
| 2012 – 2013           | OFI Crète             | Superleague           | 28          | 5           | 2           | 1                     | 0                     | 0                     | -                              | -                              | -                              | -                              | 29    | 5     | 2     |
| 2013 – 2014           | OFI Crète             | Superleague           | 2           | 0           | 0           | 0                     | 0                     | 0                     | -                              | -                              | -                              | -                              | 2     | 0     | 0     |
| Total sur la carrière | Total sur la carrière | Total sur la carrière | 133         | 13          | 14          | 8                     | 0                     | 0                     | -                              | 5                              | 0                              | 0                              | 146   | 13    | 14    |